# فرودگاه محلی شهرستان لوراین
فرودگاه محلی شهرستان لوراین (به انگلیسی: Lorain County Regional Airport) یک فرودگاه همگانی بهره‌برداری هوایی با کد یاتا LPR است که یک باند فرود آسفالت دارد و طول باند آن ۱۵۲۵ متر است. این فرودگاه در کشور ایالات متحده آمریکا قرار دارد و در ارتفاع ۲۴۲ متری از سطح دریا واقع شده است.